# Lucélia Santos

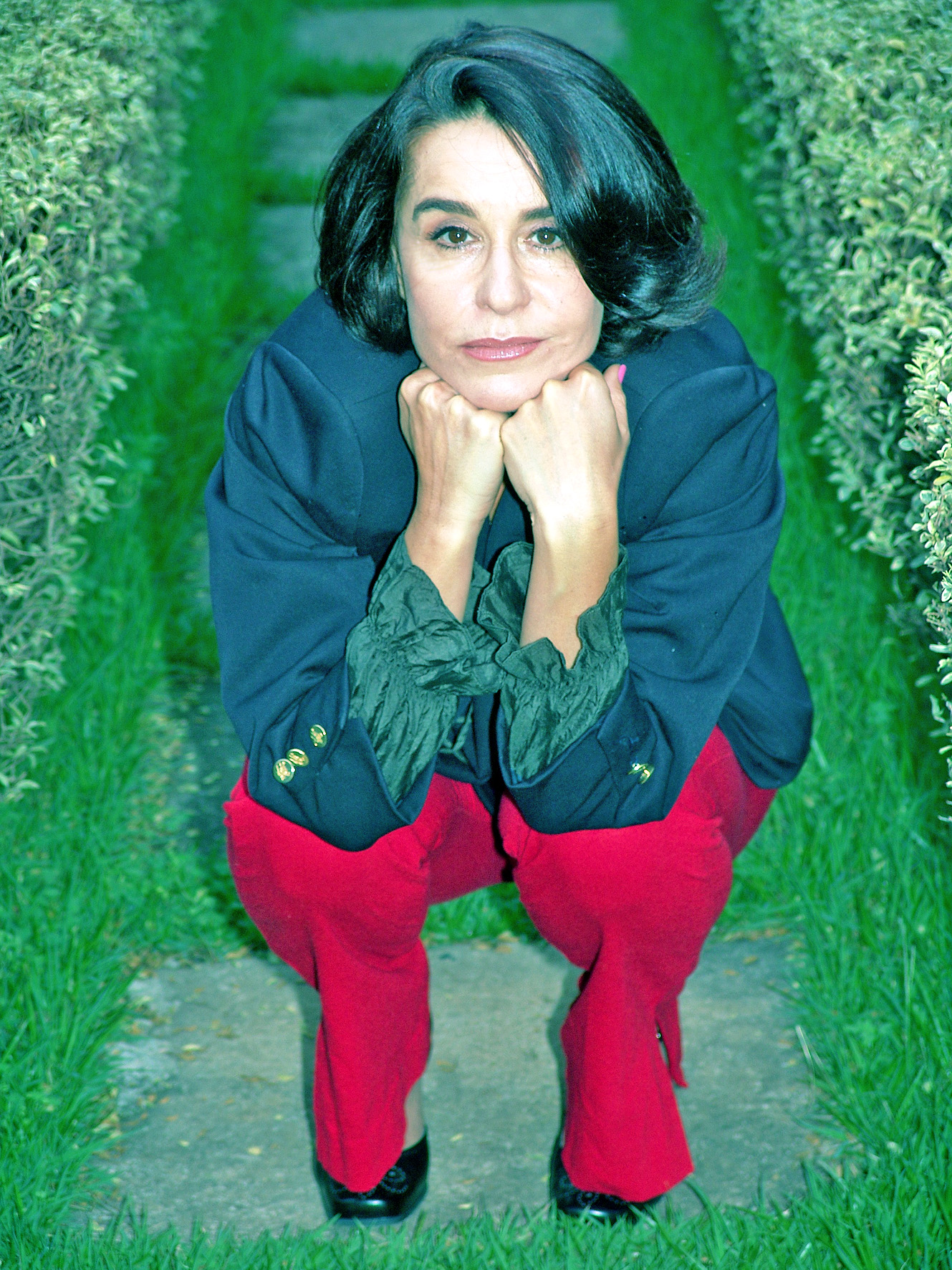
Lucélia Santos (2006)

Lucélia Santos (anhörenⓘ * 20. Mai 1957 in Santo André, São Paulo als Maria Lucélia dos Santos) ist eine brasilianische Schauspielerin.

## Leben
Santos spielte erst in einigen kleinen Serien Nebenrollen, bis sie als 19-Jährige mit der Hauptrolle der Telenovela Die Sklavin Isaura zum internationalen Star wurde. Sie war die erste westliche Schauspielerin im chinesischen Fernsehen. Von 1986 bis 1987 wurde die 170-teilige Telenovela Sinhá Moça – Die Tochter des Sklavenhalters produziert, in der Santos die Hauptrolle der Sinhá Moça spielte. In Deutschland wurde die Serie von September 1988 bis August 1989 im Ersten erstausgestrahlt.
Noch heute ist die nur 1,55 m große Santos in China eine der beliebtesten Schauspielerinnen und Kulturbeauftragte des Staates Brasilien für China. Sie war im April 1980 und im November 1981 auf dem Cover der brasilianischen Ausgabe des Männermagazins Playboy zu sehen.

## Privates
Santos war mit dem brasilianischen Filmkomponisten John Neschling verheiratet und ist die Mutter des brasilianischen Schauspielers Pedro Neschling (* 1982). Ihre Schwester Cristina Santos und ihre Eltern Maurílio Simões dos Santos und Maria Moura sind ebenfalls Schauspieler.